# Autoroute A260 (France)
Pour les articles homonymes, voir A260 et Route 260.
L'autoroute A260 est un projet de mise aux normes autoroutières de la route nationale 42, entre l'échangeur avec l'A26 à proximité de Saint-Omer et celui avec l'A16 à proximité de Boulogne-sur-Mer, dans le département du Pas-de-Calais.
Elle devrait être gratuite et constituer une antenne de l'A26 en provenance de Reims et Arras pour une desserte plus aisée de Boulogne-sur-Mer, premier port de pêche français, et des stations balnéaires de la Côte d'Opale.
Prévu initialement pour le début des années 2010, le projet est aujourd'hui toujours en attente.

## Aménagements prévus
Un décret datant du 28 avril 1999 paru au Journal officiel de la République française décrit les premiers aménagements prévus dans la transformation de la RN 42 en A260.
Actuellement, il s'agit d'une route à 2 × 2 voies, limitée à 110 km/h, sauf entre Nabringhen et Quesques où elle est en 2 × 1 voies, limitée à 90 ou 70 km/h, sur 9 km. La mise aux normes autoroutières comporte la mise à 2 × 2 voies de ce tronçon, des améliorations localisées de l'assainissement et des dispositifs de sécurité (bande d'arrêt d'urgence, glissières), le raccordement complet au réseau d'appel d'urgence et la suppression des quelques croisements entre des routes communales et la 2 × 2 voies (à Conteville-lès-Boulogne et Belle-et-Houllefort). 
De nouveaux échangeurs devraient également être construits d'ici 2022 à Saint-Martin-Boulogne (A16) et d'ici 2025 à Setques (A26) pour lier directement ces autoroutes à la future A260 sans passer par des giratoires intermédiaires. Côté A16, le chantier coûtera 15 millions d'euros et permettra de désengorger les giratoires qui desservent également le centre commercial de la Côte d'Opale et qui sont régulièrement saturés. Côté A26, les cinq derniers kilomètres sont concédés à la Sanef qui prévoit, pour 65 millions d'euros dans le cadre du plan de relance autoroutier signé par l'État en août 2015, plusieurs aménagements dont une nouvelle bretelle de sortie à Lumbres et une nouvelle barrière de péage (l'A26 étant payante),. L'A260, quant à elle, restera gratuite.

## Difficultés rencontrées
La mise aux normes autoroutières est délicate à réaliser vu le relief très vallonné des collines du Boulonnais et l'impact environnemental que ces transformations produiraient (la totalité du tronçon étant incluse dans le périmètre du Parc naturel régional des caps et marais d'Opale).
En 2017, le projet de liaison entre l'A26 et la future A260 fait face à une opposition locale, notamment de la part des agriculteurs, qui « dénonce son coût et le gaspillage des terres agricoles qu'elle va engendrer » « pour faire gagner une minute trente de trajet aux automobilistes »,.

## Parcours
Le parcours ci-dessous anticipe l'ouverture de l'A260 et les aménagements à venir, certaines indications seront donc amenés à évoluer. 
- Échangeur entre A260 et A16
- 1 Boulogne-Centre : villes desservies Boulogne-sur-Mer, Saint-Martin-Boulogne
- 2 Centre Commercial à 1 km : villes desservies Saint-Martin-Boulogne (Centre commercial de la Côte d'Opale et Parc d'activités de l'Inquétrie)
- 3 La Capelle à 2 km : villes desservies La Capelle-lès-Boulogne, Pernes-lès-Boulogne (demi-échangeur Boulogne vers Saint-Omer)
- 4 La Capelle à 5 km : villes desservies La Capelle-lès-Boulogne, Pernes-lès-Boulogne, Baincthun (demi-échangeur Saint-Omer vers Boulogne)
  - Modifications de sorties à prévoir à Conteville-lès-Boulogne et Belle-et-Houllefort
- 5 Belle-et-Houllefort à 9 km : villes desservies Bellebrune, Belle-et-Houllefort, Conteville-lès-Boulogne
- 6 Le Wast à 12 km : villes desservies Le Wast, Colembert, Alincthun, Desvres, Marquise
- 7 Nabringhen à 16 km : villes desservies Nabringhen, Colembert, Licques
  - Mise à 2 × 2 voies sur 9 km : modifications de sorties à prévoir à Nabringhen, Longueville, Escœuilles et Quesques
- 8 Coulomby à 27 km : villes desservies Coulomby, Nielles-lès-Bléquin, Alquines (demi-échangeur Boulogne vers Saint-Omer)
- 9 Seninghem à 31 km : villes desservies Seninghem, Nielles-lès-Bléquin, Alquines (demi-échangeur Saint-Omer vers Boulogne)
- 10 Bayenghem à 33 km : villes desservies Bayenghem-lès-Seninghem, Lumbres (demi-échangeur Boulogne vers Saint-Omer)
- 11 Lumbres à 35 km : villes desservies Lumbres, Acquin-Westbécourt, Licques (actuellement demi-échangeur, création de sortie prévue dans l'autre sens)
- 12 RD 942 à 38 km : villes desservies Saint-Omer, Setques, Esquerdes, Wizernes, Calais, Lille par A25 (demi-échangeur Boulogne vers Saint-Omer)
- Échangeur entre A260 et A26 —  Péage de Setques